# Château de Hautefort (Isère)
Cet article concerne le château du département de l'Isère. Pour le château du département de la Dordogne, voir Château de Hautefort.

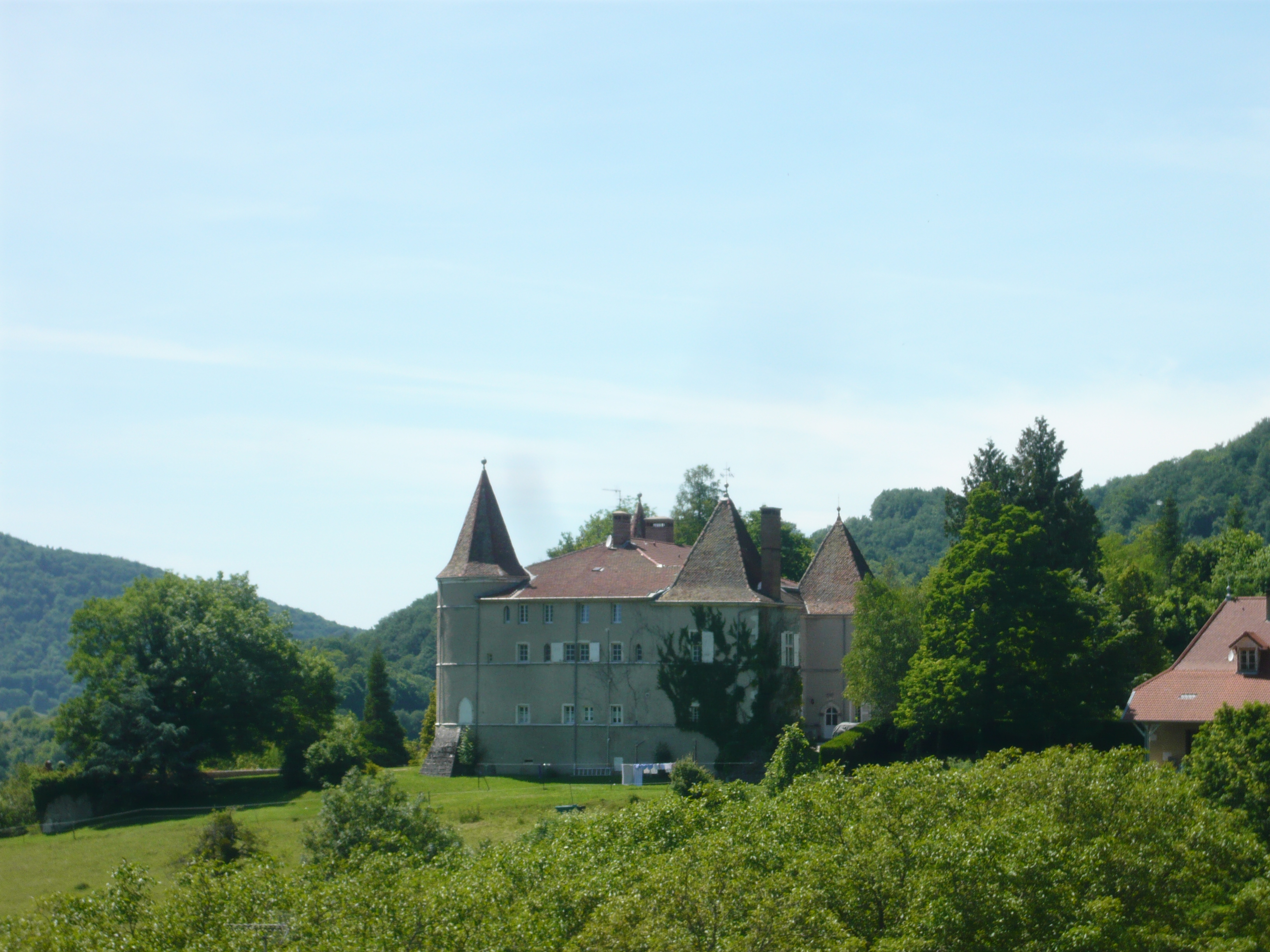
Vue du château de Hautefort

Le château de Hautefort est un château français, situé sur la commune de Saint-Nicolas-de-Macherin, dans le département de l'Isère. Il domine le bourg et l'église de Saint-Nicolas. Édifice le plus ancien de la commune, il fut construit par la maison de Clermont au XIe siècle et a appartenu à d'illustres familles. Aujourd'hui, le château est privé et divisé en plusieurs appartements.

## Histoire
Un premier château médiéval existait au-dessus du hameau de Hautefort mais sur un emplacement différent, sur la colline de la Rivoire, au lieu-dit évocateur Château-Vieux. Ce castel permettait de surveiller la route allant de Voiron à Merlas puis Saint-Geoire et passant par Hautefort. Une maison forte apparaît au XIe siècle à l'emplacement de l'actuel château. Elle appartenait aux seigneurs de Clermont, ancienne et prestigieuse famille du Dauphiné, et dépendait de leur château fort situé à Chirens. Cette maison-forte est citée dès 1080 dans un texte la rattachant à Sibaud Ier. En 1146, son propriétaire est Aymon de Clermont, cité comme seigneur de Hautefort. La famille De Clermont tiendra cette propriété jusqu'en 1537. À l'époque, le bâtiment est très différent du château actuel et il s'agit en fait de deux édifices, une tour carrée à l'est et une chapelle détachée à l'ouest. C'est dans cette chapelle que plusieurs sépultures des De Clermont furent découvertes.
Au début du XVIe siècle, Claude de Bellièvre, procureur général puis premier président du Parlement du Dauphiné, acquiert le château et devient seigneur de Hautefort. Son fils, Jean de Bellièvre, ambassadeur du Roi de France en Suisse de 1573 à 1578 puis premier président du Parlement du Dauphiné, hérite de la seigneurie et devient sieur de Hautefort jusqu'à son décès en 1584. Le château passe alors entre les mains de son gendre, époux d'Anne de Bellièvre, Ennemond Rabot d'Illins, également premier président du Parlement du Dauphiné. 
Au début du XVIIe siècle, Pierre de Gumin acquiert le château. En 1647, Louis de Gumin en est le propriétaire. Il vend une partie des terrains du château, dont l'étang de Pied-Barlet, à Gaspard de Barral, propriétaire de moulins au hameau de Pied-Barlet, afin qu'il puisse utiliser l'eau et faire ainsi tourner ses moulins. Le 3 janvier 1669, le mariage d'Isabeau de Gumin, fille de Louis, avec Florimond de Meffray de Césarges fait passer la propriété du château et de ses terres à la famille de Meffray, originaire de Maubec. La famille de Meffray transformera considérablement le château et raccordera la tour médiévale et la chapelle par la construction d'un bâtiment central construit au XVIIIe siècle.
La Révolution française joua un rôle dans l'histoire du château. Son propriétaire d'alors, Joseph François de Meffray de Césarges, voit l'ensemble de ses biens mobiliers et immobiliers placés sous séquestre, dont le château mais également des propriétés à travers tout le Dauphiné. La cause est le départ de son épouse, Angélique de Leyssin, de santé fragile et accompagnée de leurs enfants, pour la Suisse afin d'y recevoir des soins. Accusée d'émigration par le tribunal révolutionnaire, Angélique de Leyssin et ses enfants sont bannis. Joseph François, en tant que parent d'émigré, est lui aussi condamné et ses biens sont saisis. Ses forêts de Hautefort seront déboisées et le bois fourni à un industriel voironnais, Thomas Jacolin. Son château de Césarges, à Maubec, est pillé et brûlé mais celui de Hautefort est épargné et simplement mis sous séquestre. À la suite d'une longue bataille judiciaire de sept ans, Joseph François de Meffray de Césarges voit invalider l'inscription de ses enfants sur la liste des émigrés et ses biens restitués.

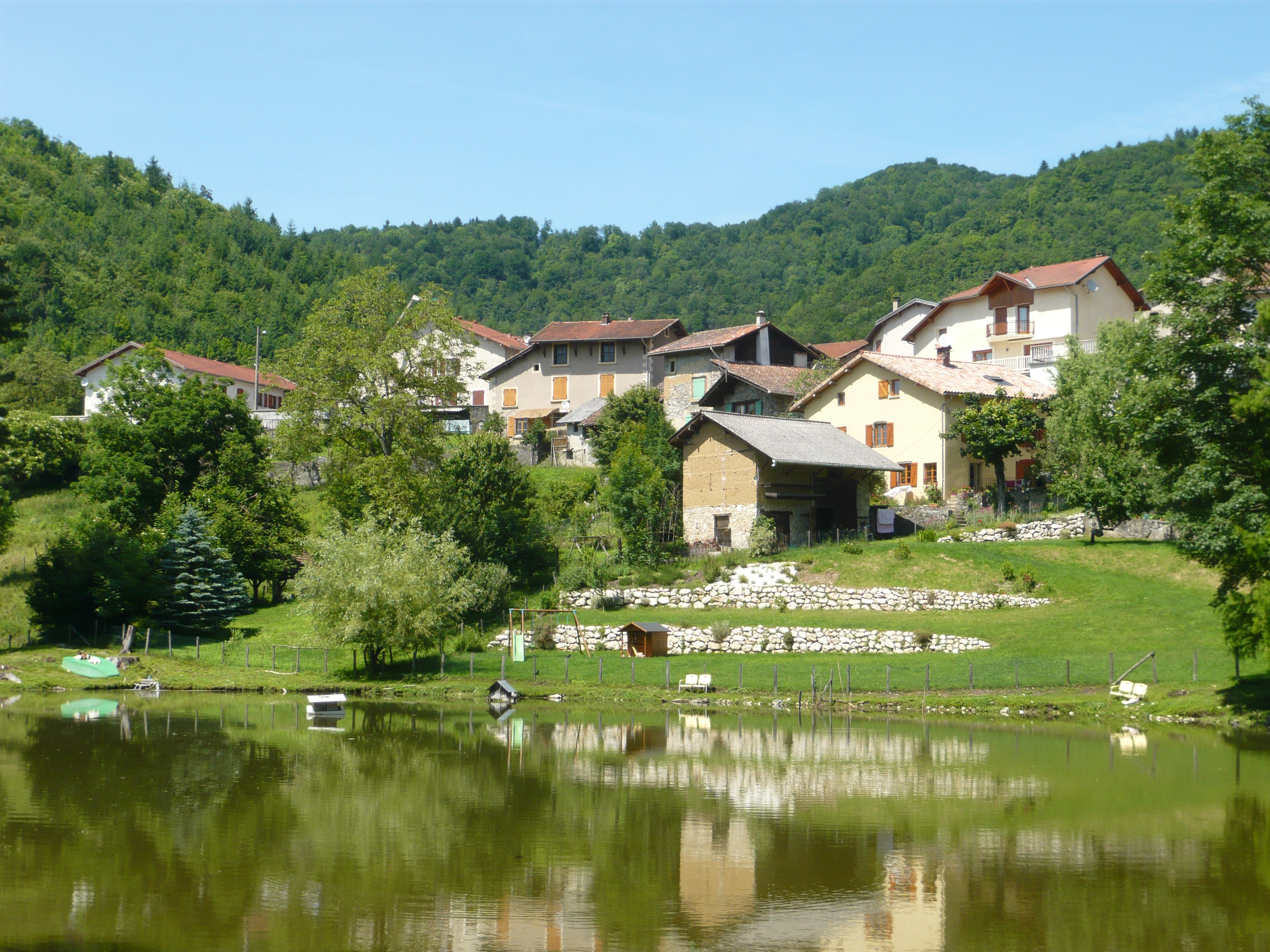
Les étangs de Hautefort, dans l'ancien parc du château.

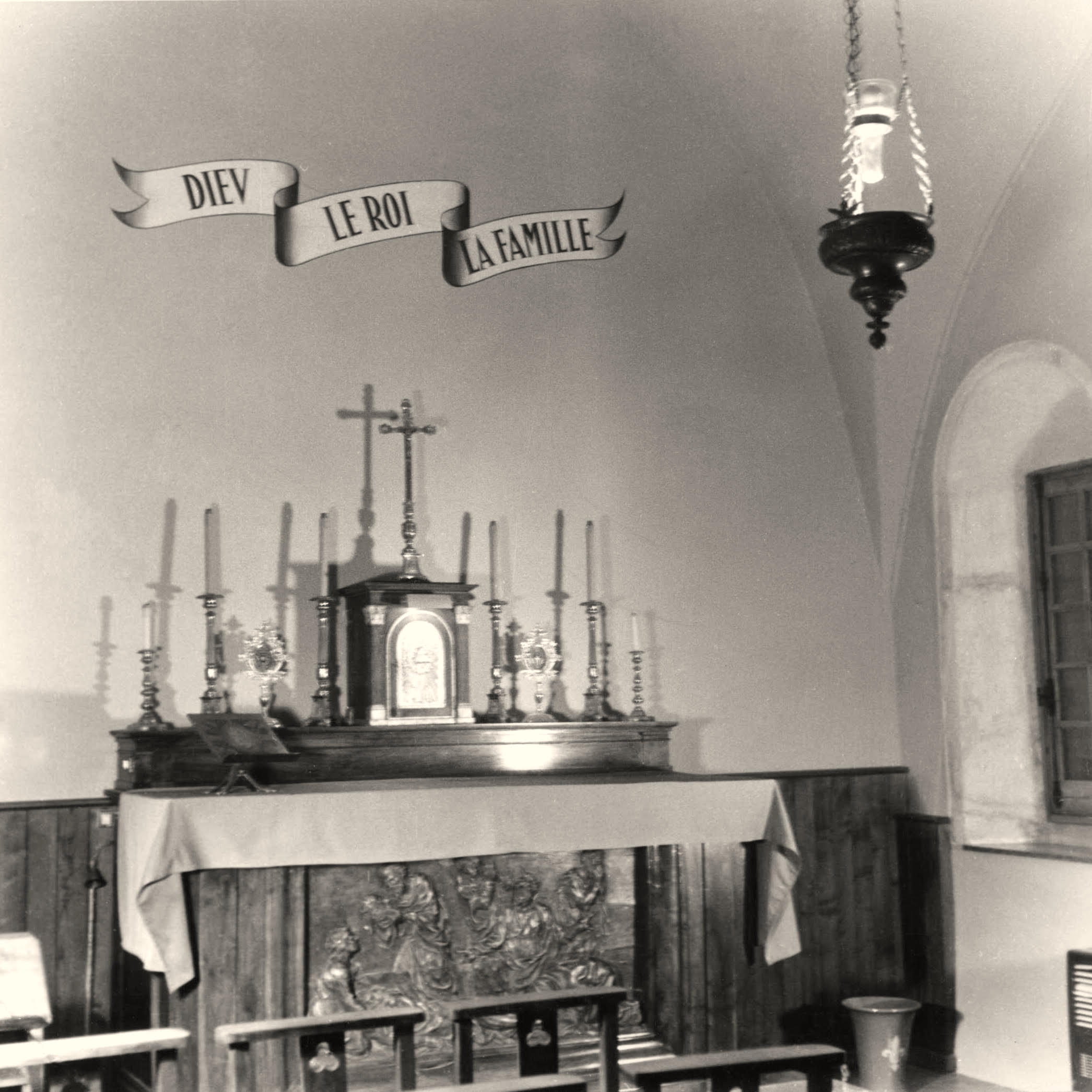
La chapelle Sainte-Marie, détruite en 1982.

Le 10 septembre 1801, Marie Marthe de Meffray de Césarges, fille de Joseph François, épouse Jean Marie Constantin de Chanay, natif du Bugey. Le château change alors de main et le nouveau propriétaire entreprend de vastes travaux de réfection après les dures années révolutionnaires où le château avait été laissé à l'abandon. Il aménage également le parc, fait raser un bâtiment agricole et fait creuser les deux étangs, encore existants, situés entre le château et le hameau de Hautefort. En 1830, il fait construire, sur les ruines du premier castel, au lieu-dit anciennement nommé Château-Vieux, un pavillon de chasse, dédié à son épouse souffrante. Ce pavillon subsistera jusqu'au début du XXe siècle. La même année, il remodèle le château et fait intégrer la chapelle dans l'édifice par la construction d'un corps de logis reliant les deux tours ouest. La tour du colombier, en mauvais état, est rasée. Il en va de même du vieux four, également en état de délabrement, situé au rez-de-chaussée d'une des tours et utilisé par les villageois depuis plusieurs siècles pour la cuisson du pain.
Son fils, Jean Alfred de Chanay reprend le château en 1840. Il achète les moulins de Pied-Barlet en 1853 et y fait construire une fabrique de soieries comprenant un bâtiment de quatre étages pour loger les ouvrières. L'usine existe encore aujourd'hui et est exploitée par la SITPM. Son fils, Jean Alexandre, reprend l'affaire à son décès en 1873 mais les difficultés financières lui font mettre le château en vente en 1892.
Le 10 juin 1893, c'est Marie Léon Jules de Morand de Jouffrey qui achète le château. Avocat au barreau de Lyon, il est le descendant du célèbre architecte lyonnais Jean-Antoine Morand et dispose de moyens financiers importants lui permettant de transformer l'intérieur du château, de remodeler les pièces de réception et de redessiner le parc. Il obtient l'autorisation du pape Léon XIII, en date du 31 mai 1897, de célébrer des messes et sacrements dans la chapelle Sainte-Marie, sauf le jour de Pâques. À cette occasion, la chapelle est remise en valeur et l'autel du XVIe siècle est conservé. Marie Léon Jules de Morand de Jouffrey décède à la suite d'un accident équestre le 28 août 1902, dans le château. Sa veuve, Geneviève de Rivière, devient propriétaire du château jusqu'à son décès en 1940.
Le château est ensuite loué à une colonie de vacances tenue par des religieuses, le Manoir Sainte Marie. Le dernier comte de Hautefort, Jacques Morand de Jouffrey, décide de se séparer du château et le vend en lots en 1982. Les dépendances deviennent des habitations et le château lui-même est scindé en appartements. Il est profondément remanié et la chapelle est supprimée,.

## Personnalités liées au château

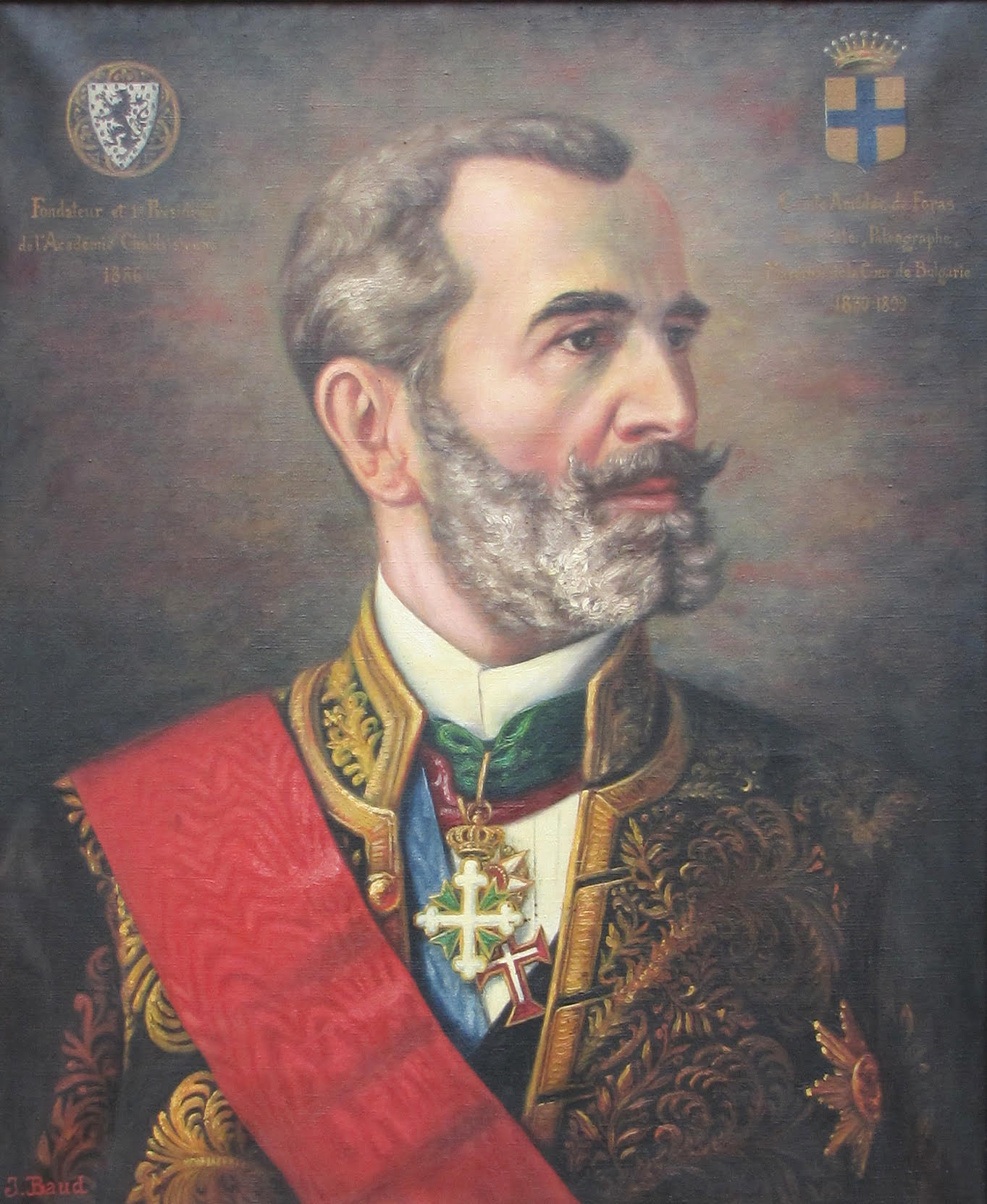
Le comte Amédée de Foras se marie au château en 1859

- Sibaud Ier de Clermont, premier propriétaire connu du château de Hautefort, en 1080.
- Claude de Bellièvre, propriétaire du château en 1537 et Seigneur de Hautefort, procureur général au Parlement du Dauphiné puis Premier président.
- Jean de Bellièvre, Seigneur de Hautefort de 1557 à 1584, ambassadeur du Roi de France en Suisse (1573-1578), Premier président du Parlement du Dauphiné (1578-1584).
- Ennemond Rabot d'Illins, seigneur de Hautefort de 1584 à 1603, Premier président du Parlement du Dauphiné (1584-1603).
- Le comte Amédée de Foras s'y marie le 18 juillet 1859 avec Marie Georgette Constantin de Chanay, dans la chapelle Sainte-Marie.

## Galerie

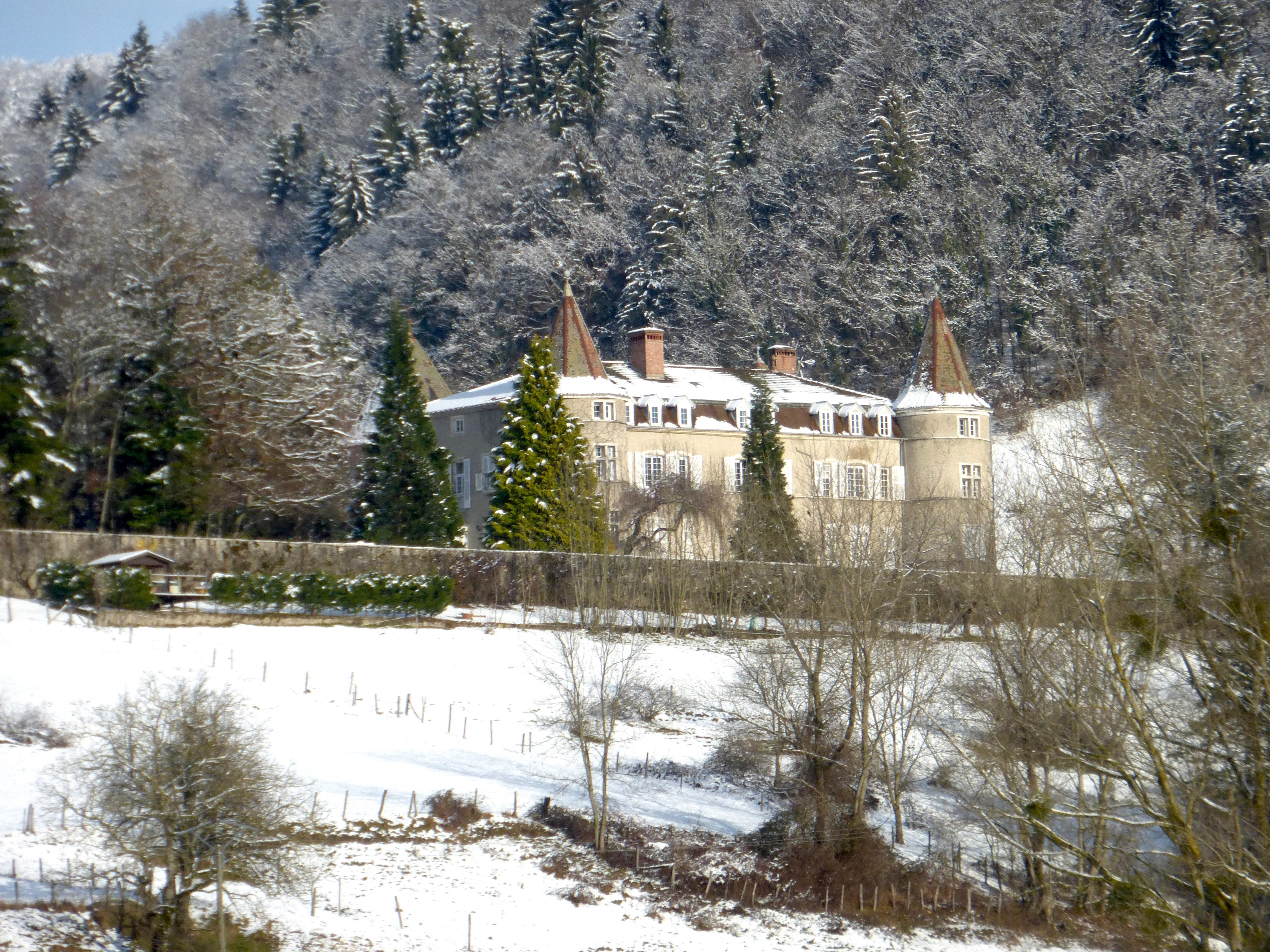
Le château sous la neige
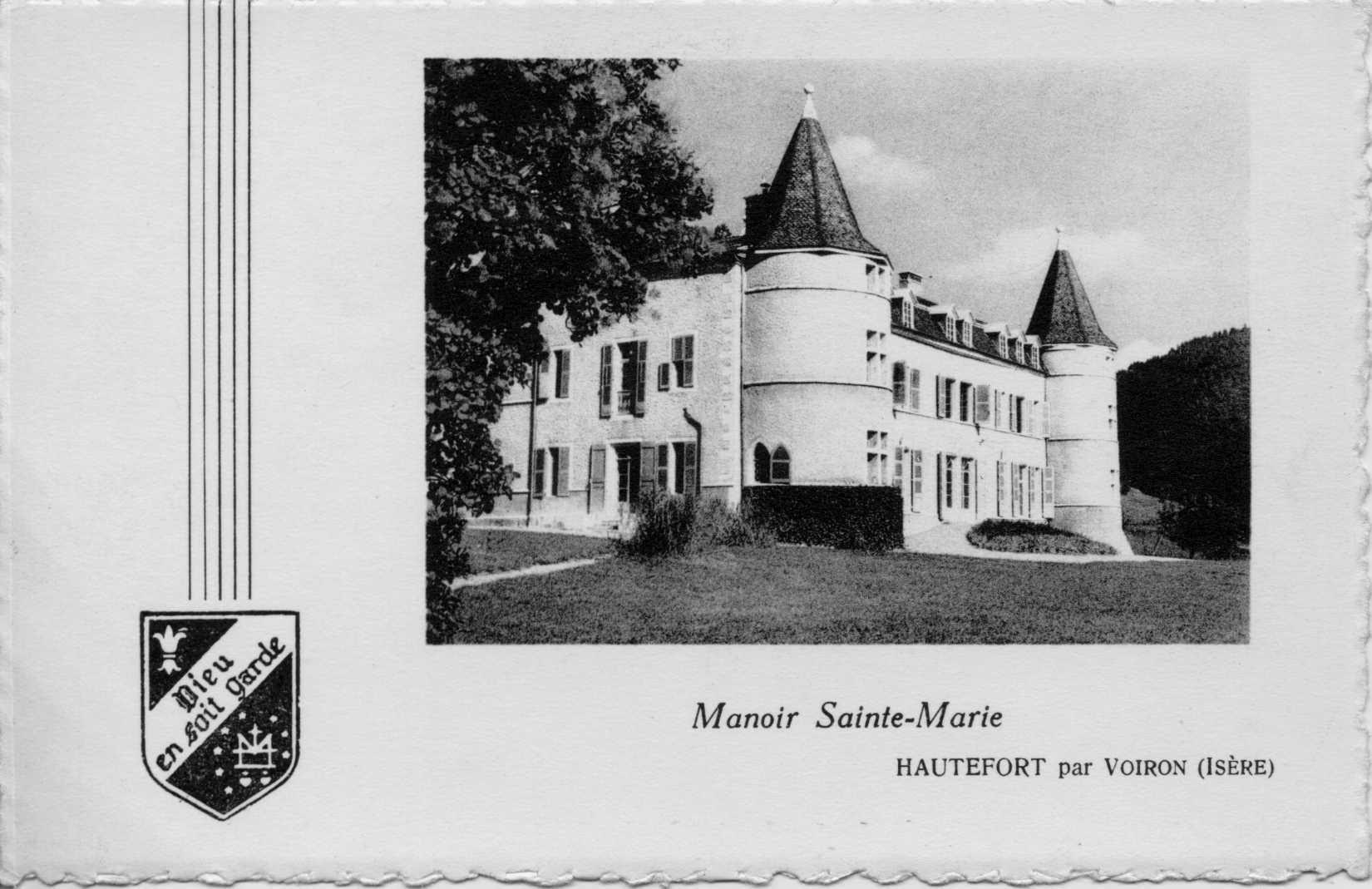
Carte postale du château lorsqu'il était utilisé comme colonie de vacances par des religieuses
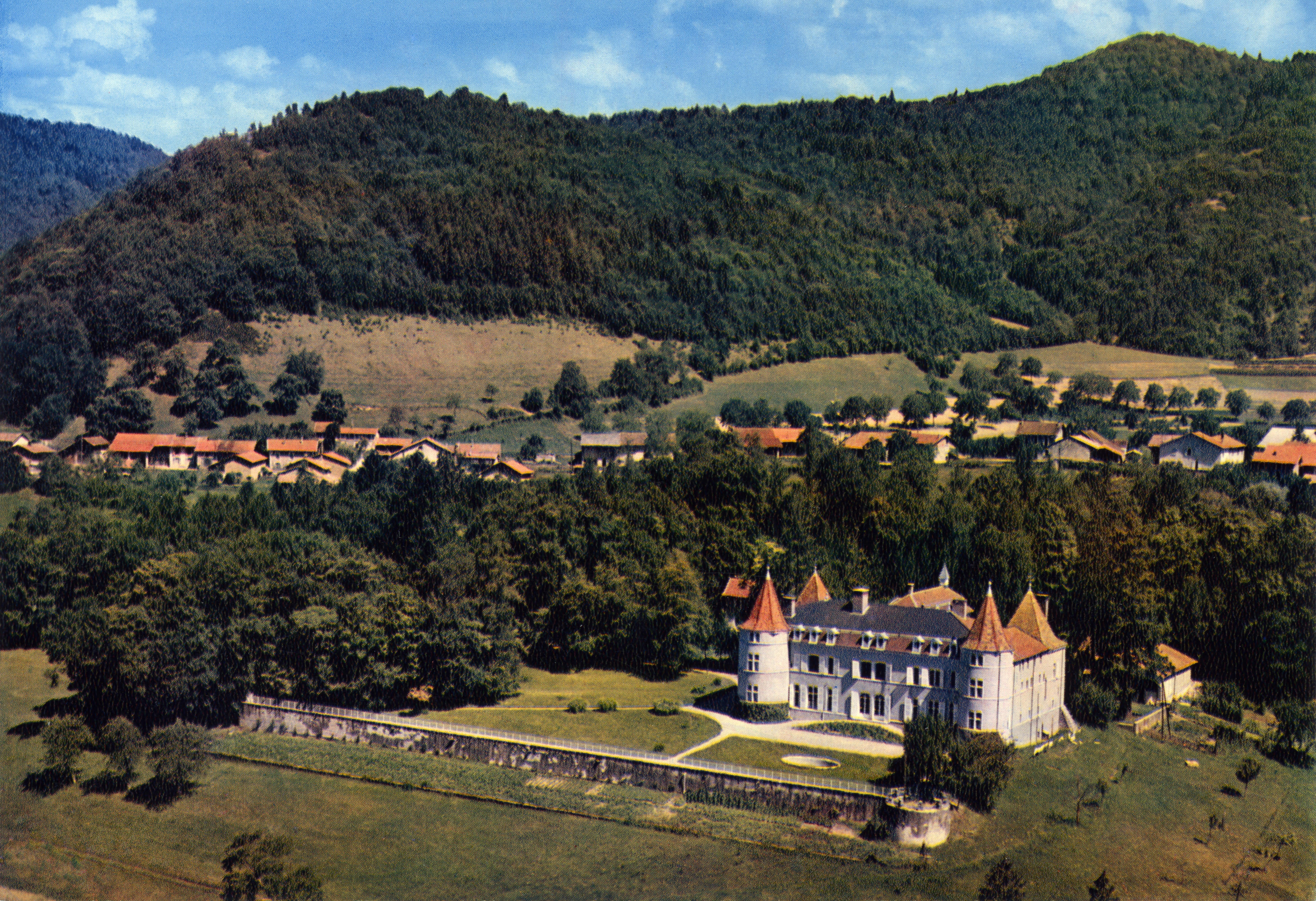
Vue du château et du parc en 1950